# Sekai Saikō no Ansatsusha, Isekai Kizoku ni Tensei suru
Sekai Saikō no Ansatsusha, Isekai Kizoku ni Tensei suru (jap. 世界最高の暗殺者、異世界貴族に転生する, etwa „Der beste Auftragsmörder der Welt wird als Adliger einer anderen Welt wiedergeboren“; englisch The World's Finest Assassin Gets Reincarnated in Another World as an Aristocrat) ist eine im Jahr 2018 gestartete Romanreihe des japanischen Autoren Rui Tsukiyo, die über den Verlag Kadokawa Shoten in Japan veröffentlicht wird und dem Genre Isekai einzuordnen ist.
Die Romanreihe, welche als Webroman auf der Plattform Shōsetsuka ni Narō erstpubliziert wurde, erfuhr eine Umsetzung als Light-Novel- und Mangareihe, welche ebenfalls von Tsukiyo geschrieben werden. Die Produktion einer auf der Light Novel basierenden Anime-Fernsehserie wurde im Februar 2021 angekündigt und wird ab Oktober gleichen Jahres im japanischen Fernsehen zu sehen sein.
Die Reihe erzählt die Geschichte eines alten Mannes, der zu seiner Lebzeit der beste Assassine der Welt gewesen war und in eine andere Welt wiedergeboren wird, damit dieser die neue Welt vor der drohenden Zerstörung rettet.

## Handlung
Der Protagonist ist ein alter Mann, der sein Leben als bester Assassine der Welt gelebt hat. Aufgrund seines hohen Alters wurde entschieden, dass er seine Arbeit beenden und in den Ruhestand gehen darf. Als er sich in ein Flugzeug begibt, stellt sich heraus, dass dieses sabotiert wurde und selbst seine Fähigkeiten als bester Assassine der Welt können ihn nicht vor seinem Tod bewahren.
Er wird nach seinem Ableben von einer Göttin wiedererweckt. Sie will ihm ein neues Leben in einer Welt der Schwerter und Magie schenken. In dieser Welt soll er die Welt vor der Zerstörung durch einen Helden bewahren. Als er die Anfrage der Göttin akzeptiert wird er als Lugh Tuatha Dé wiedergeboren. Er schwört sich daraufhin, dass Leben fortan als Mensch voll auszukosten und von niemandem mehr als Mittel zum Zweck missbraucht zu werden.

## Figuren
Lugh (ルーグ, Rūgu)
Lugh ist die Wiedergeburt des Assassinen. Seine Eltern sind Cian und Esri Tuatha Dé und in der Erbfolge des Adelshauses Tuatha Dé deren nächstes Oberhaupt. Sein Vater bringt ihm aufgrund dessen sowohl die Kunst der Medizin als auch Assassinentechniken bei. Er wurde von der Göttin beauftragt, einen Helden zu töten, da dieser laut einer Prophezeiung die Welt eigenhändig zerstören wird, nachdem dieser den König der Dämonen getötet hat.
Dia (ディア)
Dia ist eine der stärksten Magierinnen der Welt. Sie gehört der Adelsfamilie Vicorn an und wurde als Magielehrerin für Lugh engagiert. Sie zeigt sich von dessen magischem Talent beeindruckt, als sie bemerkt, dass er neue Magie erfinden kann. Dia hegt überdies Gefühle für ihn.
Tarte (タルト, Taruto)
Eine Magierin, die von ihrem Heimatdorf verstoßen wurde. Nachdem sie eine Vision der Göttin über ihre Zukunft als Mitglied von Lughs Gruppe erhält, macht sie sich auf den Weg in das Land der Tuatha Dé und wird eines Tages von Lugh persönlich aufgegabelt und in seine Gruppe aufgenommen. Sie ist sehr loyal gegenüber ihrem Retter. Sie ist Lughs Assassinenassistentin.
Maha (マーハ, Māha)
Maha ist die Tochter einer Händlerfamilie und hat eine gewisse Bildung genossen. Nach dem Tod ihrer Eltern landet sie in einem Waisenhaus, wo sie von der Heimleitung missbraucht wird, weswegen sie wenig Vertrauen gegenüber anderen Menschen zeigt. Eines Tages wird sie von Lugh adoptiert und manipuliert, sodass sie ihm gegenüber loyal ist. Maha repräsentiert Lughs Kosmetikunternehmen in dessen Abwesenheit.
Epona Liannenon
Sie ist die Heldin von der in einer Vision gesagt wird, dass sie eines Tages in der Zukunft die Welt eigenhändig zerstören wird.
Cian (キアン, Kian)
Lughs Vater, ein Aristokrat und Assassine. Er gilt als stärkster Assassine in Tuatha Dé, erkennt jedoch früh, dass sein Sohn das Potenzial hat, ihn bei weitem zu übertreffen, weswegen er frühzeitig beginnt, ihm Assassinentechniken beizubringen. Als Attentäter ist er der Ansicht, dass manche „Infektionen“ nur durch ein Attentat „geheilt“ werden kann. Da er aus seinen Sohn keinen kaltherzigen Attentäter machen will, bringt er ihm überdies bei, dass jedes Leben einen Wert besitzt.
Esri (エスリ, Esuri)
Lughs Mutter, die ihren Sohn um alles liebt und umsorgt. Auch wenn sie sich liebevoll um ihren Sohn kümmert, liebt sie es, ihn zu necken. Als ihr Mann Lugh in den Familienclan integrieren will, ist diese nicht davon begeistert, stimmt dem aber letztendlich doch zu als er ihr verspricht, Lugh mit seinem Leben zu beschützen.

## Medien

### Webroman und Light Novel
Der Autor Rui Tsukiyo startete sein Werk als Webroman im Juli des Jahres 2018 auf der User-generated content-Plattform Shōsetsuka ni Narō. Im Februar 2019 griff der Verlag Kadokawa Shoten das Werk auf und begann eine Veröffentlichung in gedruckter Form in dessen Magazin Kadokawa Sneaker Bunko. Die Illustrationen werden von Reia angefertigt. Der US-amerikanische Verleger Yen Press gab im Juli 2020 bekannt, die Romanreihe in englischer Sprache außerhalb Japans zu veröffentlichen.
| Band | Veröffentlichung (Japan) | ISBN (Japan)            |
| ---- | ------------------------ | ----------------------- |
| 1    | 01. Februar 2019         | ISBN 978-4-04-107941-6  |
| 2    | 01. Juli 2019            | ISBN 978-4-04-107874-7  |
| 3    | 01. Nov. 2019            | ISBN 978-4-04-107877-8  |
| 4    | 01. Apr. 2020            | ISBN 978-4-04-108971-2  |
| 5    | 01. Sep. 2020            | ISBN 978-4-04-108972-9  |
| 6    | 27. Feb. 2021            | ISBN 978-4-04-108973-6  |
| 7    | 01. Aug. 2022            | ISBN 978-4-04-111501-5. |

### Web-Manga
Im Januar 2019 startete Tsukiyo eine Umsetzung als Web-Mangareihe. Die Zeichnungen stammen aus der Feder von Hamao Sumeragi. Der Manga erscheint im Onlinemagazin Young Ace Up des Verlages Kadokawa Shoten. Der US-amerikanische Verlag Yen Press gab bekannt, dass man sich die Rechte für eine englischsprachige Veröffentlichung gesichert habe.
| Band | Veröffentlichung (Japan) | ISBN (Japan)            |
| ---- | ------------------------ | ----------------------- |
| 1    | 04. Okt. 2019            | ISBN 978-4-04-108699-5  |
| 2    | 03. Juli 2020            | ISBN 978-4-04-109105-0  |
| 3    | 09. Apr. 2021            | ISBN 978-4-04-111203-8. |
| 4    | 10. Nov. 2021            | ISBN 978-4-04-111203-8. |
| 5    | 09. Sep. 2022            | ISBN 978-4-04-112553-3. |
| 6    | 10. Juli 2023            | ISBN 978-4-04-113419-1. |

### Anime-Fernsehserie
Am 15. Februar 2021 wurde bekannt, dass sich eine Anime-Fernsehserie basierend auf der Romanvorlage in Arbeit befindet und im Juli im japanischen Fernsehen Premiere feiern sollte. Produziert wird die Serie in den Animationsstudios Silver Link und Palette unter der Regie von Masafumi Tamura, welcher bereits an den Produktionen von Wise Man’s Grandchild und The Misfit of Demon King Academy beteiligt gewesen ist. Das Drehbuch wird von Katsuhiko Takayama geschrieben, während Eri Nagata das Charakterdesign entwirft. Zudem wurden in dieser Ankündigung mit Reina Ueda, Kenji Akabane, Yūki Takada und Shino Shimoji die ersten vier Sprecher bestätigt.
Drei Tage nach der Ankündigung wurden weitere Details zur Anime-Umsetzung publik gemacht. So wurde bestätigt, dass die Anime-Fernsehserie Inhalte bekommen wird, die vom Autor Rui Tsukiyo selbst überwacht werden. Hierfür habe Tsukiyo sein Werk rekonstruiert.
Am 21. Mai 2021 wurde eine Vorschau zur Serie veröffentlicht und bekanntgegeben, dass sich der Start der Serie aufgrund verschiedener Umstände auf Oktober verschoben habe. Im Rahmen der Anime Expo Lite kündigte der Anime-Streamingdienst Crunchyroll am 3. Juli 2021 mit, dass man die Animeserie im Simulcast zeigen werde, darunter auch in Deutschland. Die erste Episode wird am 6. Oktober 2021 im japanischen Fernsehen gezeigt.
Am 28. Oktober 2021 wurde bekanntgegeben, dass der Anime eine deutschsprachige Vertonung erhält und ab dem 24. November 2021 auf Crunchyroll gezeigt wird. Im September 2023 wurde bekannt, dass die Serie mit einer zweiten Staffel fortgesetzt wird.

#### Synchronsprecher
| Rolle          | Japanische Stimme (Seiyū) | Deutsche Stimme   |
| -------------- | ------------------------- | ----------------- |
| Lugh Tuatha Dé | Kenji Akabane             | Tim Schwarzmaier  |
| Dia Vicorn     | Reina Ueda                | Daniela Molina    |
| Tarte          | Yūki Takada               | Jodie Blank       |
| Maha           | Shino Shimoji             | Josephine Schmidt |